# ソラチ
株式会社ソラチ（英: Sorachi Co., Ltd.）は北海道芦別市に本社を置く調味料の製造メーカー。

## 概要
ベル食品と並んで北海道を代表する老舗の調味料製造メーカーであり、特にジンギスカン・しゃぶしゃぶ・豚丼などのタレの製造で有名である。かつての地元芦別を中心とする道央地方では「たつ印」のたれの製造メーカーとして知られており、ジンギスカンのたれに至っては、発売開始60年を誇るロングセラー商品である。また近年は、「十勝豚丼いっぴん」などのレストランチェーンの経営・新たな機内食や他社とのコラボレーション商品の開発にも参画している。

## 沿革
- 1951年12月 - 「空知ラムネ・空知農産化学研究所」として芦別市で設立。
- 1965年4月 - 札幌支店を開設（現：札幌本部）。
- 1985年10月 - 株式会社ソラチに社名を変更。
- 2001年4月30日 - 十勝豚丼「いっぴん」一号店となる帯広本店オープン。
- 2005年11月15日 - 札幌蕎麦 き凛 オープン。
- 2010年3月25日 - 室蘭やきとり「吉田屋」オープン[6]。
- 2012年3月26日 - 「とりらんど」オープン[7]。

## 会社所在地
本社・工場
芦別市北7条西4丁目4
札幌営業本部
札幌市白石区菊水元町9条1丁目15-8

## おもな商品
- 特撰成吉思汗のたれ

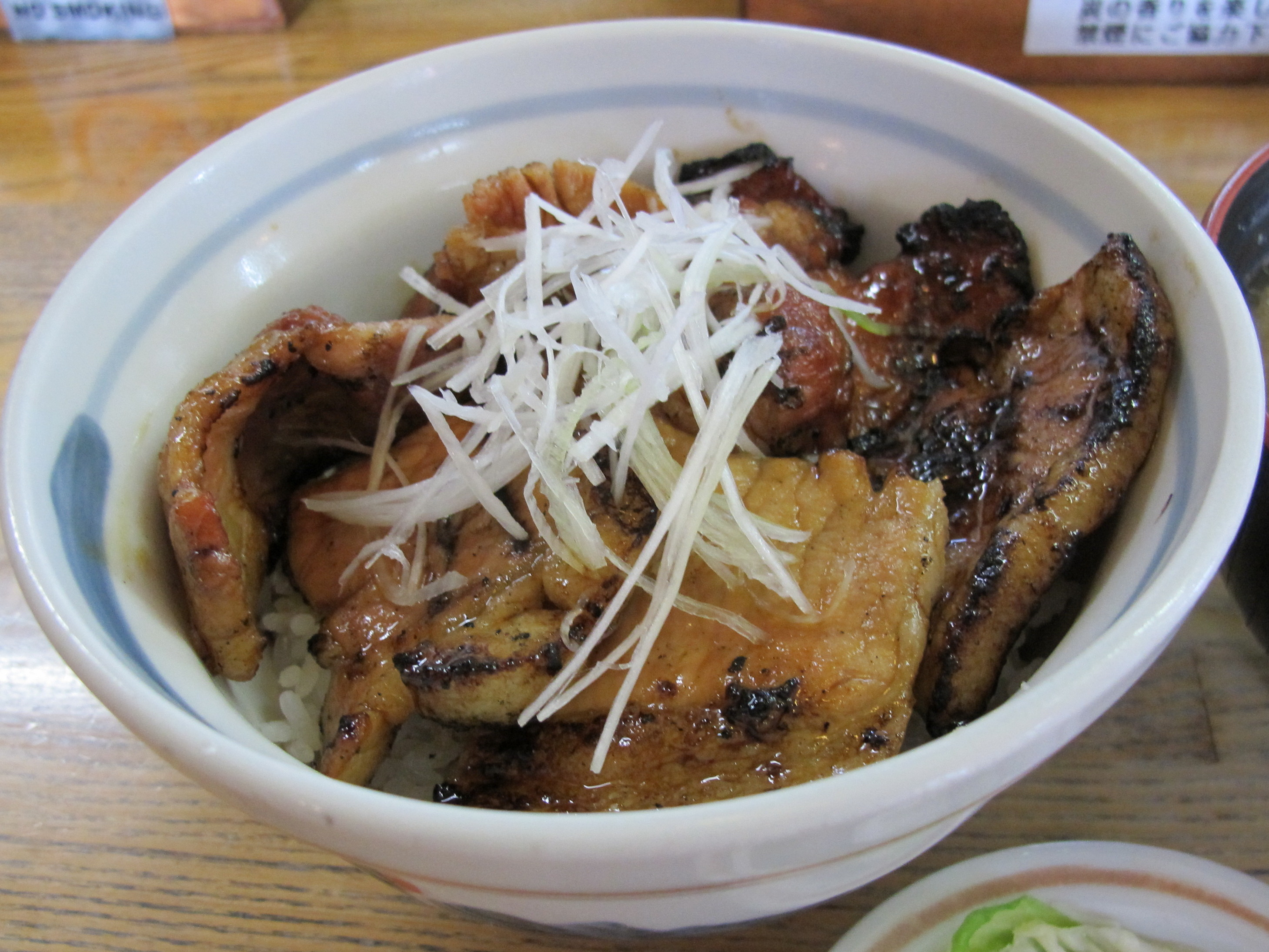
レストラン「十勝豚丼いっぴん」の豚丼

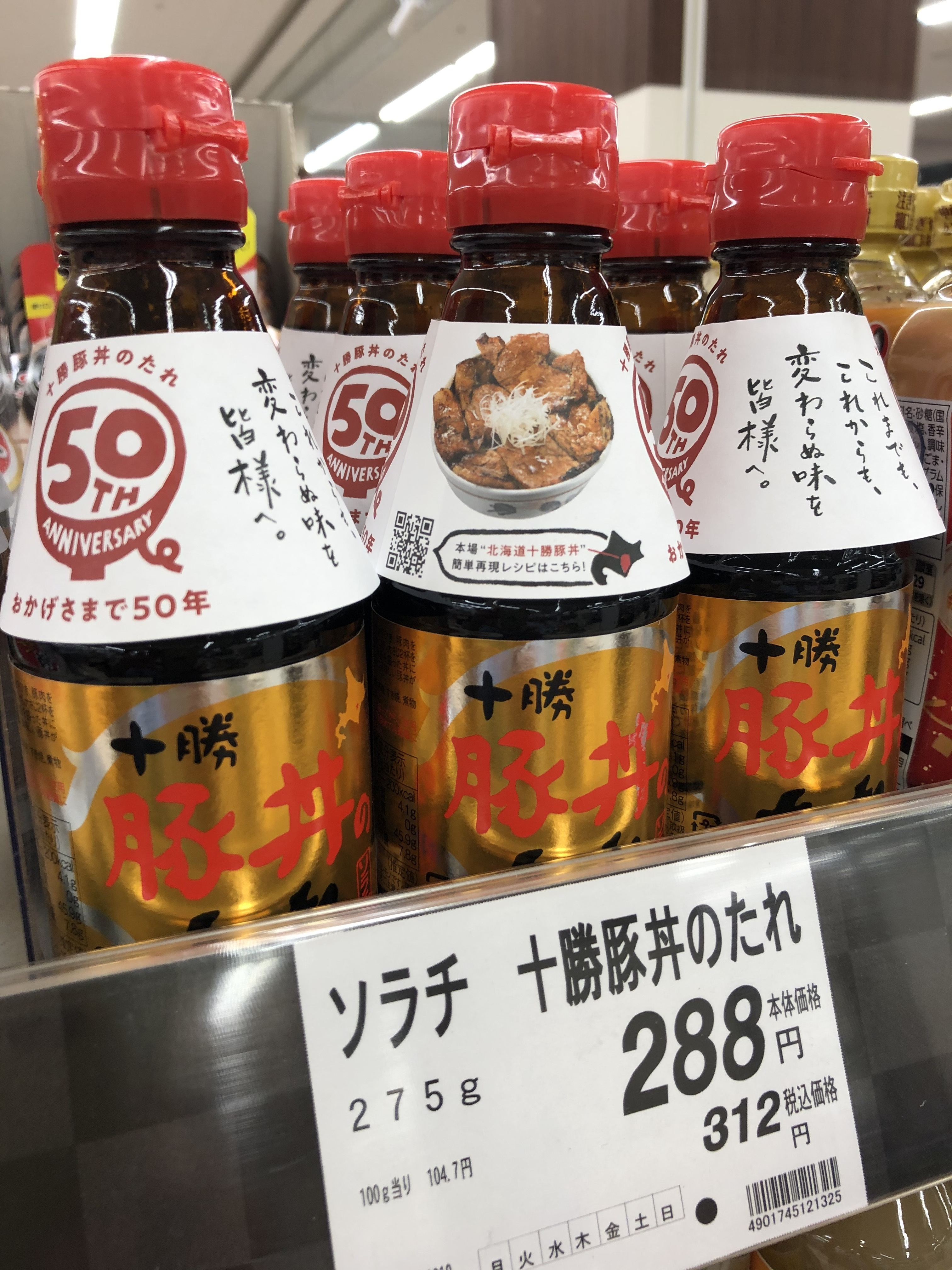
十勝豚丼のたれ

  - 空知農産化学時代からの味と伝統を引き継ぐロングセラー商品の一つ[1]。
  - 商品外装についても、かつては朱色の鉄製のスクリューキャップの頂面と現行ラベルの「たれ」と大書きされている金色部分の下地に「たつ」のイラストが配されていた。現在は同色のプラスチック製のワンタッチキャップとなりラベルの「たつ」のイラストがなくなっただけで、数十年来変わらない商品容姿を保っている[1]。
- 十勝豚丼のたれ
- 十勝清水牛玉ステーキ丼のみそだれ - 2012年4月発売。
- ソラチしゃぶしゃぶのたれ - しょうゆ味、みそ味、おろししゃぶしゃぶ、ぽん酢、ごまだれなどのレパートリーがある。
- ジンギスカンのジンくんのジンギスカンのたれ - ゆるキャラジンギスカンのジンくんとのコラボレーション。2013年9月12日発売。
- ほか、厨房用調味料・食材添付用の小袋調味料など。

## 経営するレストランチェーン
- 十勝豚丼 いっぴん
  - 豚丼専門店。帯広市内に1店、札幌市内に5店を展開。
- 札幌蕎麦 き凛
  - そば屋。札幌市内に1店を展開。札幌市東区北9条東4丁目。
- 室蘭やきとり 吉田屋
  - 江別市内に1店を展開。北海道江別市大麻中町50。
  - 室蘭「吉田屋」は室蘭市中央町の仲通りで1947年に開店した老舗。初代から受け継ぐタレが売りだが、後継者問題からソラチが暖簾分けを受け開店するに至った[6]。
    - なお、2007年に吉田屋のレシピを元に「室蘭やきとりのタレ」を発売している[6]。
- とりらんど
  - 焼き鳥店。札幌市内に1店を展開。札幌市東区北24条東18-1-30。

## CMソング
2012年 -
- Tomomi -「恋の始まり」
  - 砂川市出身のアーティスト

2010年 - 2011年
- 鼓単 - 「ト・モ・ダ・チ」
  - 元ハウンドドッグ蓑輪単志と元手風琴21北島良人によるユニット